# Església Luterana de Sant Joan
L'Església Luterana de Sant Joan (en letó: Svētā Jāņa Evaņģēliski luteriskā baznīca), és una església luterana a la ciutat de Riga, capital de Letònia, està situada al carrer Slokas, 34. És una església parroquial de l'Església Evangèlica Luterana de Letònia.

## Dedicació
L'església està dedicada a Sant Joan Baptista i conté diverses obres d'art relacionades amb el sant, entre elles una gran pintura al costat nord del creuer, i al costat sud un vitrall que representa la figura del sant.

## Història

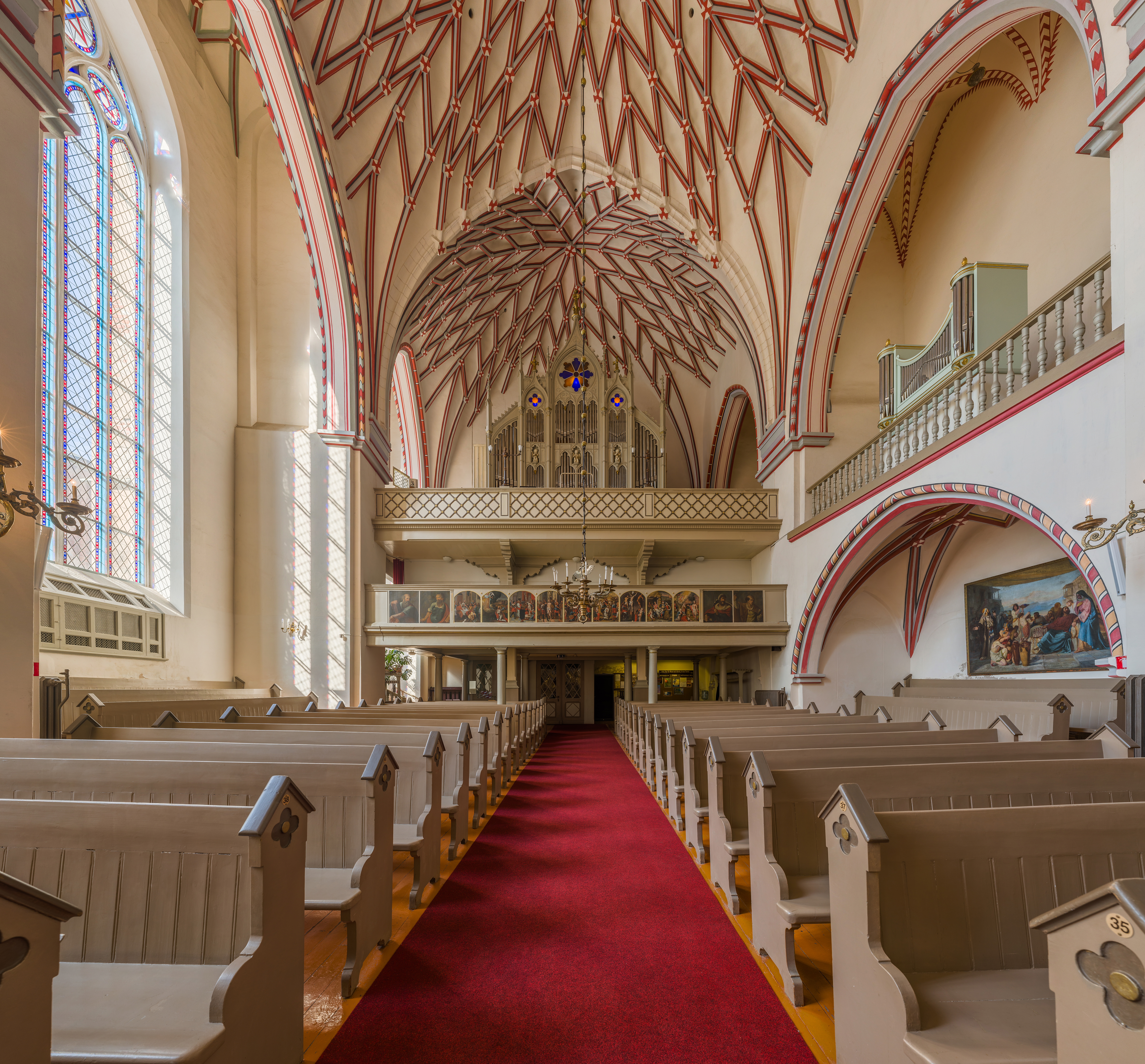
Vista interior

L'església està construïda en el lloc que ocupava el palau del bisbe Albert de Riga (segle xiii). El 1234 els frares dominicans van prendre la responsabilitat de la petita capella original dedicada a Sant Joan Baptista. Es va ampliar al voltant de 1330, i va continuar com una capella dominicana fins al 1523 que amb motiu de la Reforma protestant va ser nomenada com església parroquial de l'Església Luterana Evangèlica Reformada. A partir de 1587 n'hi va haver una major ampliació realitzada en etapes. L'església va patir greus danys a l'incendi de la ciutat de Riga del 31 de maig 1677, però va ser reparada i se va afegir una nova agulla.